# Microcerberus caroliniensis
Microcerberus caroliniensis is een pissebed uit de familie Microcerberidae. De wetenschappelijke naam van de soort is voor het eerst geldig gepubliceerd in 1995 door Wägele, Voelz & McArthur.